# فتحي عرفات
فتحي عرفات (11 يناير 1933-1 ديسمبر 2004) هو مؤسس ورئيس مجلس إدارة الهلال الأحمر الفلسطيني. درس الطب في جامعة القاهرة. هو شقيق ياسر عرفات زعيم منظمة التحرير الفلسطينية.